# تكرطاغ
تكرطاغ ، قديما تكفور طاغ، هي عاصمة محافظة تيكيرداغ تقع في شمال غرب تركيا ويبلغ تعداد سكانها حوالي 107,191 نسمة.

## المناخ
يظهر الجدول التالي التغييرات المناخية على مدار السنة لتكيرداغ:
| البيانات المناخية لـتكيرداغ                  | البيانات المناخية لـتكيرداغ | البيانات المناخية لـتكيرداغ | البيانات المناخية لـتكيرداغ | البيانات المناخية لـتكيرداغ | البيانات المناخية لـتكيرداغ | البيانات المناخية لـتكيرداغ | البيانات المناخية لـتكيرداغ | البيانات المناخية لـتكيرداغ | البيانات المناخية لـتكيرداغ | البيانات المناخية لـتكيرداغ | البيانات المناخية لـتكيرداغ | البيانات المناخية لـتكيرداغ | البيانات المناخية لـتكيرداغ |
| الشهر                                        | يناير                       | فبراير                      | مارس                        | أبريل                       | مايو                        | يونيو                       | يوليو                       | أغسطس                       | سبتمبر                      | أكتوبر                      | نوفمبر                      | ديسمبر                      | المعدل السنوي               |
| -------------------------------------------- | --------------------------- | --------------------------- | --------------------------- | --------------------------- | --------------------------- | --------------------------- | --------------------------- | --------------------------- | --------------------------- | --------------------------- | --------------------------- | --------------------------- | --------------------------- |
| الدرجة القصوى °م (°ف)                        | 21.5 (70.7)                 | 24.7 (76.5)                 | 28.1 (82.6)                 | 34.3 (93.7)                 | 33.5 (92.3)                 | 40.2 (104.4)                | 38.4 (101.1)                | 37.5 (99.5)                 | 39.7 (103.5)                | 35.1 (95.2)                 | 27.9 (82.2)                 | 23.5 (74.3)                 | 40.2 (104.4)                |
| متوسط درجة الحرارة الكبرى °م (°ف)            | 8.2 (46.8)                  | 8.9 (48.0)                  | 11.0 (51.8)                 | 15.8 (60.4)                 | 20.6 (69.1)                 | 25.3 (77.5)                 | 28.0 (82.4)                 | 28.1 (82.6)                 | 24.4 (75.9)                 | 19.6 (67.3)                 | 14.7 (58.5)                 | 10.5 (50.9)                 | 17.9 (64.3)                 |
| المتوسط اليومي °م (°ف)                       | 4.9 (40.8)                  | 5.4 (41.7)                  | 7.4 (45.3)                  | 11.9 (53.4)                 | 16.9 (62.4)                 | 21.3 (70.3)                 | 23.8 (74.8)                 | 23.8 (74.8)                 | 20.0 (68.0)                 | 15.4 (59.7)                 | 11.0 (51.8)                 | 7.2 (45.0)                  | 14.1 (57.3)                 |
| متوسط درجة الحرارة الصغرى °م (°ف)            | 2.1 (35.8)                  | 2.4 (36.3)                  | 4.1 (39.4)                  | 8.2 (46.8)                  | 12.6 (54.7)                 | 16.6 (61.9)                 | 18.9 (66.0)                 | 19.3 (66.7)                 | 16.0 (60.8)                 | 12.0 (53.6)                 | 8.0 (46.4)                  | 4.4 (39.9)                  | 10.4 (50.7)                 |
| أدنى درجة حرارة °م (°ف)                      | −12.3 (9.9)                 | −13.3 (8.1)                 | −10.4 (13.3)                | −1.2 (29.8)                 | 3.5 (38.3)                  | 8.6 (47.5)                  | 10.9 (51.6)                 | 12.0 (53.6)                 | 3.7 (38.7)                  | −1.8 (28.8)                 | −6.9 (19.6)                 | −10.9 (12.4)                | −13.3 (8.1)                 |
| الهطول مم (إنش)                              | 69.0 (2.72)                 | 54.1 (2.13)                 | 54.9 (2.16)                 | 41.3 (1.63)                 | 38.5 (1.52)                 | 37.7 (1.48)                 | 23.2 (0.91)                 | 14.0 (0.55)                 | 36.3 (1.43)                 | 64.3 (2.53)                 | 74.6 (2.94)                 | 81.2 (3.20)                 | 589.1 (23.2)                |
| متوسط الأيام الممطرة                         | 12.4                        | 10.8                        | 10.7                        | 9.8                         | 8.2                         | 7.2                         | 3.6                         | 2.5                         | 4.8                         | 7.6                         | 9.6                         | 12.9                        | 100.1                       |
| ساعات سطوع الشمس الشهرية                     | 86.8                        | 98                          | 133.3                       | 177                         | 241.8                       | 270                         | 303.8                       | 279                         | 216                         | 155                         | 102                         | 74.4                        | 2٬137٫1                     |
| ساعات سطوع الشمس اليومية                     | 2.4                         | 3.2                         | 4.1                         | 5.4                         | 7.4                         | 9.6                         | 9.5                         | 9.0                         | 7.2                         | 4.5                         | 3.2                         | 2.3                         | 5.6                         |
| المصدر: Turkish State Meteorological Service |                             |                             |                             |                             |                             |                             |                             |                             |                             |                             |                             |                             |                             |

## توأمة
لتكيرداغ اتفاقيات توأمة مع كل من:
- بايرويت (2012 - )
- Sárospatak [الإنجليزية]‏
- كافالا
- كارجلي
- بيونجتايك
- سليفن
- Techirghiol [الإنجليزية]‏
- Topolčani [الإنجليزية]‏
- فاماغوستا
- مونتيفاغو
- شانتو
- فيليكو ترنوفو
- كيكسكيميت
- Gazimağusa Municipality  [لغات أخرى]‏

## أعلام
- حسن باشا جزايرلي
- مصطفى شنطوب
- بكري مصطفى باشا
- بارسيغ غاناتشيان
- علي باشا المولدونجي
- نامق كمال